# 5959 Shaklan
Az 5959 Shaklan (ideiglenes jelöléssel 1989 NB1) a Naprendszer kisbolygóövében található aszteroida. Eleanor F. Helin fedezte fel 1989. július 2-án.